# Tormenta tropical Gabrielle (1995)
La tormenta tropical Gabrielle causó inundaciones moderadas en el noreste de México y el sur de Texas en agosto de 1995. El octavo ciclón tropical y la séptima tormenta nombrada de la temporada de huracanes del Atlántico de 1995, Gabrielle se desarrolló a partir de una onda tropical en el centro-oeste del Golfo de México el 9 de agosto. Inicialmente una depresión tropical, el sistema se intensificó gradualmente y, al día siguiente, se convirtió en tormenta tropical. Las condiciones favorables hicieron que Gabrielle continuara fortaleciéndose, llegando casi a alcanzar la categoría de huracán a última hora del 11 de agosto. Sin embargo, pronto tocó tierra cerca de La Pesca, Tamaulipas, deteniendo así su mayor intensificación. Una vez tierra adentro, Gabrielle se debilitó rápidamente y se disipó a primera hora del 12 de agosto.
Mientras Gabrielle impactaba la costa este de México, el huracán Flossie, en el Pacífico Oriental, rozaba la península de Baja California. La tormenta produjo lluvias torrenciales en el noreste de México, que alcanzaron un total de 494 mm (19.44 pulgadas). Como resultado, numerosos embalses se llenaron, obligando a decenas de personas en el sur de Nuevo León a evacuar sus hogares. Además, la infraestructura vial y las calles de la región se vieron afectadas. Se desconocen los daños en México, aunque se reportaron seis víctimas mortales. Las precipitaciones de hasta 150 mm (6 pulgadas) provocaron inundaciones menores en Texas, que dañaron principalmente el algodón no cosechado. Tres días después de disiparse, los remanentes de Gabrielle también provocaron fuertes tormentas eléctricas en Nuevo México el 15 de agosto.

## Historia meteorológica
Una onda tropical emergió en el océano Atlántico frente a la costa occidental de África durante la última semana de julio de 1995. A su paso por el Atlántico, se mantuvo como un sistema bien definido, pero nunca se organizó en un ciclón tropical. El 8 de agosto, el sistema entró en el Golfo de México y, al día siguiente, desarrolló una débil circulación de bajo nivel. La circulación se definió mejor ese mismo día y fue confirmada por aviones de reconocimiento esa misma tarde, al ser declarada depresión tropical Ocho al este de Tamaulipas.
Desde el principio, el movimiento del ciclón fue alterado por el huracán Flossie frente a la costa del Pacífico de México. Inicialmente, la convección profunda se intensificó gradualmente a medida que la depresión avanzaba lentamente hacia el oeste en el Golfo de México. A las 12:00 UTC del 10 de agosto, la depresión se intensificó hasta convertirse en tormenta tropical Gabrielle, al desviarse hacia el sur. Gabrielle se intensificó lentamente sobre las cálidas temperaturas superficiales del mar en un entorno de baja cizalladura del viento, aunque la interacción con tierra frenó ligeramente su intensificación. La tormenta cambió nuevamente a un rumbo oeste-noroeste el 11 de agosto, moviéndose muy lentamente hacia la costa.
La tormenta tocó tierra a las 20:00 UTC del 11 de agosto, justo al sur de La Pesca, en el estado mexicano de Tamaulipas, a unos 282 km (175 millas) al sur de la frontera entre Estados Unidos y México y a unos 140 km (90 millas) al norte de Tampico. Simultáneamente, Gabrielle alcanzó su intensidad máxima con vientos máximos sostenidos de 110 km/h (70 mph) y una presión barométrica mínima de 988 mbar (29,2 inHg). Tras tocar tierra, la tormenta se debilitó rápidamente, deteriorándose a depresión tropical la madrugada del 12 de agosto sobre el noreste de México. Seis horas después, la circulación superficial de Gabrielle se disipó sobre las montañas de la Sierra Madre Oriental, aunque su patrón nuboso transitó México intacto, adentrándose en el Golfo de California antes de atravesar el noroeste de México el 15 de agosto.

## Preparativos e impactos

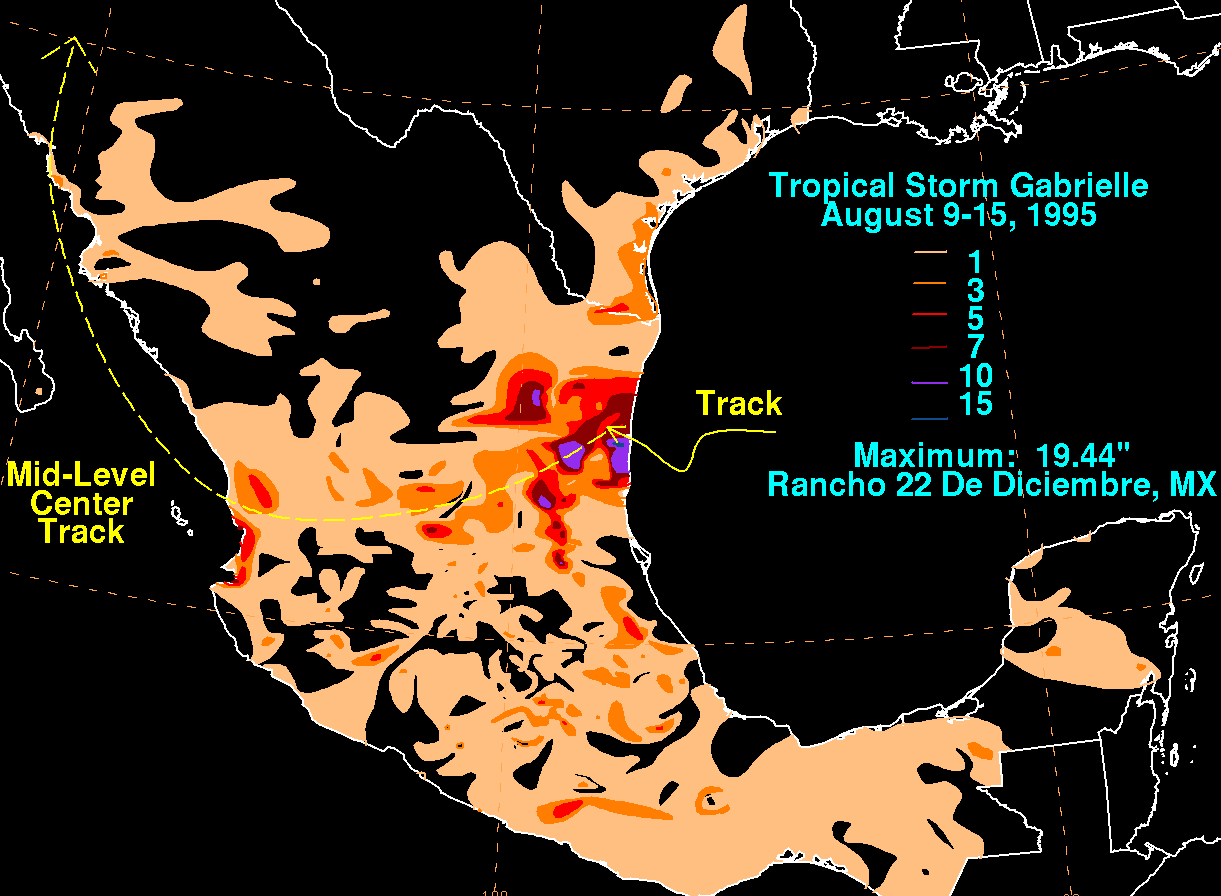
Totales de lluvia de Gabrielle

A partir de las 21:00 UTC del 9 de agosto, se emitió una alerta de tormenta tropical desde la Bahía de Baffin, Texas, hasta La Pesca, Tamaulipas, mientras Gabrielle aún era la depresión tropical Ocho. A las 09:00 UTC del día siguiente, la alerta se amplió para incluir zonas al sur de Tampico, Tamaulipas, y doce horas después, hasta Tuxpan, Veracruz. Dado que esto último estaba ocurriendo, se suspendió la alerta de tormenta tropical para Texas. A primera hora del 12 de agosto, se suspendieron todas las alertas en México, ya que la tormenta ya se había adentrado tierra adentro. 800 personas fueron evacuadas en Soto la Marina y San Fernando, Tamaulipas. Se entregaron sacos de arena a los habitantes de pueblos pobres del Valle del Río Grande ante la proximidad de la tormenta tropical Gabrielle.
Los daños generales fueron leves. No se reportaron daños por viento, aunque vientos con fuerza de tormenta tropical afectaron la costa norte de Tamaulipas. Un periódico mexicano reportó hasta 610 mm (24 pulgadas) de precipitación en gran parte de Tamaulipas y Nuevo León; sin embargo, esta cifra es controvertida, ya que la base de datos de precipitaciones del Servicio Meteorológico Nacional de México indica que la cantidad máxima es inferior a 510 mm (20 pulgadas). Las fuertes lluvias de la tormenta llenaron casi la mitad de los embalses en Nuevo León y Tamaulipas, que estaban prácticamente vacíos debido a la sequía en la región. Como resultado, decenas de personas en el sur de Nuevo León se vieron obligadas a evacuar sus hogares. Las lluvias de Gabrielle inundaron calles y destruyeron puentes y carreteras en el norte de México. No se registraron marejadas ciclónicas en México, aunque el Centro Nacional de Huracanes estima que se produjo una marejada de varios metros al norte de la trayectoria. Se reportaron seis muertes en México a causa de Gabrielle.
En Texas, las precipitaciones de la tormenta alcanzaron un máximo de 6,26 pulgadas (159 mm) en Weslaco, mientras que muchas otras áreas en el sur de Texas informaron solo entre 1 y 3 pulgadas (25 a 76 mm) de precipitación. La lluvia de Gabrielle llegó después de una sequía, y parte de ella se filtró. Las lluvias también dañaron el algodón no cosechado. Por lo demás, se produjeron inundaciones menores. Brownsville reportó hasta 4 pulgadas (100 mm) de lluvia en asociación con Gabrielle. En el extremo sur de Texas, se produjeron inundaciones costeras menores en algunas de las playas de la región. Los restos de Gabrielle produjeron fuertes tormentas eléctricas en Nuevo México el 15 de agosto.